# 1900-ih
2. tisućljeće
◄ | 19. stoljeće | 20. stoljeće | 21. stoljeće | ►
◄ | 1870-ih | 1880-ih | 1890-ih | 1900-ih | 1910-ih | 1920-ih | 1930-ih | ►
1900. | 1901. | 1902. | 1903. | 1904. | 1905. | 1906. | 1907. | 1908. | 1909.

## Događaji i trendovi
- Prvi letovi avionom, otrkiće rengenskih zraka i novog značajnog kemijskog elementa radija te općeniti veliki napredak u otrkićima na području fizike i kemije, početak ubrzanog razvoja proizvodnje automobila, stil Art nouveau, zlatna groznica ju Južnoj Africi, početak najmasovnijeg useljavanja u SAD, između 700 i 900 tisuća ljudi godišnje.
- smrću kraljice Viktorije završava i viktorijansko doba, ali zato počinju mnogi novi kulturno-umjetnički pokreti. Umiru Oscar Wilde, John Ruskin, Henrik Ibsen, Emile Zola, Anton Čehov, no zato su njihovo mjesto zauzeli mnogi novi umjetnici poput Matissea, Deraina, Dufya, Picasso, George Bernard Shaw...

## Svjetska politika
- Petina svjetskog kopna je u sastavu Britanskog Carstva koje obuhvaća oko 400 milijuna ljudi. Nakon duge 63 godine vladavine, umire kraljica Viktorija. Žamor nezadovoljstva u svim Britanskim kolonijama. SAD i Velika Britanija doživljava puni zamah industrijalizacije. U Rusiji nemiri, nepovjerenje u cara. Njemački car Vilim II. gradi mornaricu i priprema se za rat